# Campionati europei di sollevamento pesi 2021
I Campionati europei di sollevamento pesi 2021, 101ª edizione maschile e 33ª femminile della manifestazione, si sono svolti dal 3 all'11 aprile 2021 a Mosca in Russia al Palazzo di ginnastica ritmica Irina Víner-Usmánova del Villaggio Olimpico di Luzhniki. Vi hanno partecipato 155 atleti in rappresentanza di 34 nazioni e 160 atlete provenienti da 36 nazioni.
Originariamente programmati dal 4 al 12 aprile 2020, furono poi posticipati per tre volte a causa della sopravvenuta pandemia di COVID-19: dapprima dal 13 al 20 aprile, poi dal 13 al 21 giugno e dal 31 ottobre all'8 novembre. Il 29 agosto 2020, la EWF decise di far disputare i campionati nell'aprile del 2021.

## Squalifiche
Daniyar İsmayilov, vincitore della gara maschile dei pesi leggeri (fino a 73 kg) fu squalificato tre mesi dopo la chiusura dei campionati per essere risultato positivo a sostanze proibite; le due medaglie d'oro da lui vinte nel totale e nello strappo non furono riassegnate.
Bojanka Kostova, vincitrice della gara femminile dei pesi leggeri (fino a 59 kg) fu retrocessa all'ultimo posto e tolta dalla classifica un mese dopo la conclusione dei campionati per essere risultata positiva allo stanozololo: le medaglie furono riassegnate. Nell'ottobre 2021 venne squalificata per otto anni per essere alla sua seconda violazione delle regole antidoping, essendo stata già squalificata per due anni nel 2016 per lo stesso motivo nella gara dei Giochi della XXX Olimpiade di Londra: l'allenatore e il medico furono squalificati a vita.

## Titoli in palio
Per la seconda volta, sono stati assegnati 20 titoli nel totale dell'esercizio (60 considerando anche le due specialità, lo strappo e lo slancio) in 10 categorie maschili e 10 femminili, sotto elencate.
Categorie maschili
| Categoria            | Eventi         | Atleti | Gruppi |
| -------------------- | -------------- | ------ | ------ |
| Pesi mosca           | Fino a 55 kg   | 9      | 2      |
| Pesi gallo           | Fino a 61 kg   | 14     | 2      |
| Pesi piuma           | Fino a 67 kg   | 13     | 2      |
| Pesi leggeri         | Fino a 73 kg   | 18     | 2      |
| Pesi medi            | Fino a 81 kg   | 19     | 2      |
| Pesi massimi leggeri | Fino a 89 kg   | 17     | 2      |
| Pesi mediomassimi    | Fino a 96 kg   | 16     | 2      |
| Pesi massimi primi   | Fino a 102 kg  | 15     | 2      |
| Pesi massimi         | Fino a 109 kg  | 14     | 2      |
| Pesi supermassimi    | Oltre i 109 kg | 20     | 2      |

Categorie femminili
| Categoria            | Eventi          | Atlete | Gruppi |
| -------------------- | --------------- | ------ | ------ |
| Pesi mosca           | Fino a 45 kg    | 9      | 2      |
| Pesi gallo           | Fino a 49 kg    | 13     | 2      |
| Pesi piuma           | Fino a 55 kg    | 21     | 3      |
| Pesi leggeri         | Fino a 59 kg    | 20     | 2      |
| Pesi medi            | Fino a 64 kg    | 19     | 2      |
| Pesi massimi leggeri | Fino a 71 kg    | 26     | 3      |
| Pesi mediomassimi    | Fino a 76 kg    | 12     | 2      |
| Pesi massimi primi   | Fino a 81 kg    | 14     | 2      |
| Pesi massimi         | Fino a 87 kg    | 14     | 2      |
| Pesi supermassimi    | Oltre gli 87 kg | 12     | 2      |

## Calendario eventi
Le venti gare, ciascuna suddivisa in gruppi da due a tre, sono distribuite su nove giorni, senza pubblico, con cerimonia di apertura e chiusura in forma abbreviata e con pause di un'ora e mezza tra le eliminatorie dei singoli gruppi per la sanificazione delle aree e attrezzature di gara. Sono mantenute la presentazione degli atleti e la cerimonia di premiazione con l'alzabandiera.
| Giorno→ Categoria ↓ | Sa 3 | Do 4 | Lu 5 | Ma 6 | Me 7 | Gi 8 | Ve 9 | Sa 10 | Do 11 |
| ------------------- | ---- | ---- | ---- | ---- | ---- | ---- | ---- | ----- | ----- |
| 55 kg               |      | ●    |      |      |      |      |      |       |       |
| 61 kg               |      | ●    |      |      |      |      |      |       |       |
| 67 kg               |      |      | ●    |      |      |      |      |       |       |
| 73 kg               |      |      |      | ●    |      |      |      |       |       |
| 81 kg               |      |      |      |      | ●    |      |      |       |       |
| 89 kg               |      |      |      |      |      | ●    |      |       |       |
| 96 kg               |      |      |      |      |      |      | ●    |       |       |
| 102 kg              |      |      |      |      |      |      |      | ●     |       |
| 109 kg              |      |      |      |      |      |      |      | ●     |       |
| +109 kg             |      |      |      |      |      |      |      |       | ●     |

| Giorno→ Categoria ↓ | Sa 3 | Do 4 | Lu 5 | Ma 6 | Me 7 | Gi 8 | Ve 9 | Sa 10 | Do 11 |
| ------------------- | ---- | ---- | ---- | ---- | ---- | ---- | ---- | ----- | ----- |
| 45 kg               | ●    |      |      |      |      |      |      |       |       |
| 49 kg               | ●    |      |      |      |      |      |      |       |       |
| 55 kg               |      | ●    |      |      |      |      |      |       |       |
| 59 kg               |      |      | ●    |      |      |      |      |       |       |
| 64 kg               |      |      |      | ●    |      |      |      |       |       |
| 71 kg               |      |      |      |      | ●    |      |      |       |       |
| 76 kg               |      |      |      |      |      | ●    |      |       |       |
| 81 kg               |      |      |      |      |      |      | ●    |       |       |
| 87 kg               |      |      |      |      |      |      |      | ●     |       |
| +87 kg              |      |      |      |      |      |      |      |       | ●     |

## Nazioni partecipanti
Ai campionati partecipano complessivamente 315 tra atleti e atlete in rappresentanza di 38 nazioni. Tra parentesi i partecipanti per nazione.
- Albania  (5)
- Armenia  (14)
- Austria  (3)
- Azerbaigian  (3)
- Bielorussia  (18)
- Belgio  (5)
- Bulgaria  (14)
- Cipro  (1)
- Croazia  (4)
- Danimarca  (11)
- Finlandia  (11)
- Francia  (5)
- Georgia  (12)
- Germania  (9)
- Grecia  (5)
- Islanda  (4)
- Israele  (8)
- Italia  (7)
- Kosovo  (1)
- Lettonia  (5)
- Lituania  (4)
- Malta  (2)
- Moldavia  (8)
- Norvegia  (8)
- Paesi Bassi  (2)
- Polonia  (16)
- Regno Unito  (4)
- Rep. Ceca  (12)
- Romania  (9)
- Russia  (20)
- Serbia  (6)
- Slovacchia  (9)
- Spagna  (15)
- Svezia  (6)
- Svizzera  (4)
- Turchia  (20)
- Ucraina  (16)
- Ungheria  (9)

## Risultati

### Categorie maschili
| Evento  | Oro                   | Oro    | Argento            | Argento | Bronzo                | Bronzo |
| ------- | --------------------- | ------ | ------------------ | ------- | --------------------- | ------ |
| 55 kg   |                       |        |                    |         |                       |        |
| Strappo | Daniel Lungu          | 113 kg | Muammer Şahin      | 112 kg  | Angel Rusev           | 111 kg |
| Slancio | Angel Rusev           | 147 kg | Valentin Iancu     | 140 kg  | Dmytro Voronovs'kyj   | 137 kg |
| Totale  | Angel Rusev           | 258 kg | Valentin Iancu     | 248 kg  | Dmytro Voronovs'kyj   | 247 kg |
| 61 kg   |                       |        |                    |         |                       |        |
| Strappo | Stilijan Grozdev      | 136 kg | Shota Mishvelidze  | 135 kg  | Henadz' Lapceŭ        | 132 kg |
| Slancio | Jon Luke Mau          | 162 kg | Stilijan Grozdev   | 160 kg  | Davide Ruiu           | 158 kg |
| Totale  | Stilijan Grozdev      | 296 kg | Shota Mishvelidze  | 290 kg  | Ferdi Hardal          | 287 kg |
| 67 kg   |                       |        |                    |         |                       |        |
| Strappo | Mirko Zanni           | 148 kg | Zulfat Garaev      | 147 kg  | Muhammed Furkan Özbek | 145 kg |
| Slancio | Muhammed Furkan Özbek | 178 kg | Valentin Genčev    | 177 kg  | Goga Chkheidze        | 170 kg |
| Totale  | Muhammed Furkan Özbek | 323 kg | Mirko Zanni        | 318 kg  | Valentin Genčev       | 315 kg |
| 73 kg   |                       |        |                    |         |                       |        |
| Strappo | Daniyar İsmayilov     | 160 kg | Marin Robu         | 156 kg  | Božidar Andreev       | 152 kg |
| Slancio | Max Lang              | 185 kg | Briken Calja       | 184 kg  | David Sánchez         | 183 kg |
| Totale  | Daniyar İsmayilov     | 341 kg | Marin Robu         | 339 kg  | Briken Calja          | 336 kg |
| 81 kg   |                       |        |                    |         |                       |        |
| Strappo | Antonino Pizzolato    | 164 kg | Karlos Nasar       | 163 kg  | Nico Müller           | 158 kg |
| Slancio | Karlos Nasar          | 206 kg | Antonino Pizzolato | 206 kg  | Rafik Harutyunyan     | 196 kg |
| Totale  | Antonino Pizzolato    | 370 kg | Karlos Nasar       | 369 kg  | Ritvars Suharevs      | 347 kg |
| 89 kg   |                       |        |                    |         |                       |        |
| Strappo | Karen Avagyan         | 175 kg | Revaz Davitadze    | 171 kg  | Andranik Karapetyan   | 170 kg |
| Slancio | Revaz Davitadze       | 203 kg | Karen Avagyan      | 200 kg  | Roman Čepik           | 198 kg |
| Totale  | Karen Avagyan         | 375 kg | Revaz Davitadze    | 374 kg  | Andranik Karapetyan   | 365 kg |
| 96 kg   |                       |        |                    |         |                       |        |
| Strappo | Anton Pliesnoi        | 180 kg | Pjotr Asajonak     | 172 kg  | Artur Babajan         | 167 kg |
| Slancio | Anton Pliesnoi        | 213 kg | Hakob Mkrtchyan    | 212 kg  | Bartłomiej Adamus     | 206 kg |
| Totale  | Anton Pliesnoi        | 393 kg | Pjotr Asajonak     | 374 kg  | Hakob Mkrtchyan       | 372 kg |
| 102 kg  |                       |        |                    |         |                       |        |
| Strappo | Dadaş Dadaşbəyli      | 177 kg | Samvel Gasparyan   | 176 kg  | Siarhei Sharankou     | 172 kg |
| Slancio | Samvel Gasparyan      | 214 kg | David Fišerov      | 210 kg  | Arsen Martirosyan     | 209 kg |
| Totale  | Samvel Gasparyan      | 390 kg | Arsen Martirosyan  | 380 kg  | Dadaş Dadaşbəyli      | 379 kg |
| 109 kg  |                       |        |                    |         |                       |        |
| Strappo | Simon Martirosyan     | 190 kg | Hristo Hristov     | 186 kg  | Timur Naniev          | 184 kg |
| Slancio | Dmytro Čumak          | 226 kg | Arsen Kasabiev     | 220 kg  | Marcos Ruiz           | 220 kg |
| Totale  | Dmytro Čumak          | 407 kg | Hristo Hristov     | 406 kg  | Timur Naniev          | 401 kg |
| +109 kg |                       |        |                    |         |                       |        |
| Strappo | Lasha Talakhadze      | 222 kg | Gor Minasyan       | 216 kg  | Varazdat Lalayan      | 205 kg |
| Slancio | Lasha Talakhadze      | 263 kg | Gor Minasyan       | 248 kg  | Varazdat Lalayan      | 240 kg |
| Totale  | Lasha Talakhadze      | 485 kg | Gor Minasyan       | 464 kg  | Varazdat Lalayan      | 445 kg |

### Categorie femminili
| Evento  | Oro                   | Oro    | Argento               | Argento | Bronzo               | Bronzo |
| ------- | --------------------- | ------ | --------------------- | ------- | -------------------- | ------ |
| 45 kg   |                       |        |                       |         |                      |        |
| Strappo | Nadežda Nguen         | 72 kg  | Melisa Güneş          | 68 kg   | Anhelina Lomačyns'ka | 67 kg  |
| Slancio | Ivana Petrova         | 85 kg  | Adriana Pană          | 84 kg   | Melisa Güneş         | 83 kg  |
| Totale  | Nadežda Nguen         | 155 kg | Ivana Petrova         | 152 kg  | Melisa Güneş         | 151 kg |
| 49 kg   |                       |        |                       |         |                      |        |
| Strappo | Monica Csengeri       | 86 kg  | Kristina Sobol'       | 85 kg   | Giulia Imperio       | 81 kg  |
| Slancio | Monica Csengeri       | 103 kg | Mihaela Cambei        | 100 kg  | Şaziye Erdoğan       | 97 kg  |
| Totale  | Monica Csengeri       | 189 kg | Kristina Sobol'       | 181 kg  | Mihaela Cambei       | 180 kg |
| 55 kg   |                       |        |                       |         |                      |        |
| Strappo | Kamila Konotop        | 95 kg  | Izabella Yaylyan      | 90 kg   | Evagjelia Veli       | 89 kg  |
| Slancio | Kamila Konotop        | 113 kg | Svetlana Eršova       | 112 kg  | Sümeyye Kentli       | 110 kg |
| Totale  | Kamila Konotop        | 208 kg | Svetlana Eršova       | 200 kg  | Nina Sterckx         | 197 kg |
| 59 kg   |                       |        |                       |         |                      |        |
| Strappo | Ol'ga Tё              | 95 kg  | Dora Tchakounté       | 95 kg   | Aleksandra Kozlova   | 91 kg  |
| Slancio | Ol'ga Tё              | 115 kg | Dora Tchakounté       | 115 kg  | Ine Andersson        | 113 kg |
| Totale  | Ol'ga Tё              | 210 kg | Dora Tchakounté       | 210 kg  | Aleksandra Kozlova   | 202 kg |
| 64 kg   |                       |        |                       |         |                      |        |
| Strappo | Loredana Toma         | 114 kg | Sarah Davies          | 101 kg  | Anastasija Anzorova  | 100 kg |
| Slancio | Loredana Toma         | 130 kg | Sarah Davies          | 129 kg  | Anastasija Anzorova  | 122 kg |
| Totale  | Loredana Toma         | 244 kg | Sarah Davies          | 230 kg  | Anastasija Anzorova  | 222 kg |
| 71 kg   |                       |        |                       |         |                      |        |
| Strappo | Raluca Olaru          | 98 kg  | Emily Muskett         | 98 kg   | Alessia Durante      | 97 kg  |
| Slancio | Emily Muskett         | 129 kg | Alessia Durante       | 122 kg  | Berfin Altun         | 121 kg |
| Totale  | Emily Muskett         | 227 kg | Alessia Durante       | 219 kg  | Raluca Olaru         | 218 kg |
| 76 kg   |                       |        |                       |         |                      |        |
| Strappo | Iryna Decha           | 113 kg | Jana Sotieva          | 112 kg  | Anastasija Romanova  | 111 kg |
| Slancio | Iryna Decha           | 135 kg | Jana Sotieva          | 134 kg  | Dar'ja Navumava      | 132 kg |
| Totale  | Iryna Decha           | 248 kg | Jana Sotieva          | 246 kg  | Anastasija Romanova  | 243 kg |
| 81 kg   |                       |        |                       |         |                      |        |
| Strappo | Alina Maruščak        | 109 kg | Nina Schroth          | 100 kg  | Rabia Kaya           | 100 kg |
| Slancio | Gaëlle Nayo-Ketchanke | 131 kg | Liana Gyurjyan        | 129 kg  | Alina Maruščak       | 127 kg |
| Totale  | Alina Maruščak        | 236 kg | Gaëlle Nayo-Ketchanke | 231 kg  | Liana Gyurjyan       | 227 kg |
| 87 kg   |                       |        |                       |         |                      |        |
| Strappo | Anastasija Hotfrid    | 111 kg | Dar'ja Achmerova      | 108 kg  | Elena Cîlcic         | 107 kg |
| Slancio | Elena Cîlcic          | 138 kg | Dar'ja Achmerova      | 138 kg  | Solfrid Koanda       | 135 kg |
| Totale  | Dar'ja Achmerova      | 246 kg | Elena Cîlcic          | 245 kg  | Dar'ja Rjazanova     | 240 kg |
| +87 kg  |                       |        |                       |         |                      |        |
| Strappo | Emily Campbell        | 122 kg | Anastasija Lysenko    | 116 kg  | Melike Günal         | 108 kg |
| Slancio | Emily Campbell        | 154 kg | Anastasija Lysenko    | 136 kg  | Melike Günal         | 135 kg |
| Totale  | Emily Campbell        | 276 kg | Anastasija Lysenko    | 252 kg  | Melike Günal         | 243 kg |

## Medagliere

### Grandi (totale)
Riferito al totale dell'esercizio: 16 nazioni sono entrate nel medagliere.
| Posiz. | Nazione     | Oro | Argento | Bronzo | Totale |
| ------ | ----------- | --- | ------- | ------ | ------ |
| 1      | Ucraina     | 4   | 1       | 1      | 6      |
| 2      | Bulgaria    | 3   | 3       | 1      | 7      |
| 3      | Russia      | 2   | 3       | 5      | 10     |
| 4      | Armenia     | 2   | 2       | 4      | 8      |
| 5      | Georgia     | 2   | 2       | 0      | 4      |
| 6      | Romania     | 2   | 1       | 2      | 5      |
| 7      | Regno Unito | 2   | 1       | 0      | 3      |
| 8      | Italia      | 1   | 2       | 0      | 3      |
| 9      | Turchia     | 1   | 0       | 3      | 4      |
| 10     | Francia     | 0   | 2       | 0      | 2      |
| 10     | Moldavia    | 0   | 2       | 0      | 2      |
| 12     | Bielorussia | 0   | 1       | 0      | 1      |
| 13     | Albania     | 0   | 0       | 1      | 1      |
| 13     | Azerbaigian | 0   | 0       | 1      | 1      |
| 13     | Belgio      | 0   | 0       | 1      | 1      |
| 13     | Lettonia    | 0   | 0       | 1      | 1      |
| Totale | Totale      | 19  | 20      | 20     | 59     |

### Grandi (totale) e Piccole (Strappo e Slancio)
Riferito al totale dell'esercizio e delle due specialità: 20 nazioni sono entrate nel medagliere.
| Posiz. | Nazione     | Oro | Argento | Bronzo | Totale |
| ------ | ----------- | --- | ------- | ------ | ------ |
| 1      | Ucraina     | 10  | 3       | 4      | 17     |
| 2      | Bulgaria    | 8   | 8       | 3      | 19     |
| 3      | Georgia     | 8   | 4       | 1      | 13     |
| 4      | Romania     | 7   | 3       | 4      | 13     |
| 5      | Armenia     | 5   | 9       | 9      | 23     |
| 6      | Regno Unito | 5   | 4       | 0      | 9      |
| 7      | Russia      | 4   | 10      | 12     | 26     |
| 8      | Italia      | 3   | 4       | 3      | 10     |
| 9      | Moldavia    | 2   | 3       | 1      | 6      |
| 10     | Turchia     | 2   | 2       | 11     | 15     |
| 11     | Germania    | 2   | 1       | 1      | 4      |
| 12     | Francia     | 1   | 4       | 0      | 5      |
| 13     | Azerbaigian | 1   | 0       | 1      | 2      |
| 14     | Bielorussia | 0   | 2       | 3      | 5      |
| 15     | Albania     | 0   | 1       | 2      | 3      |
| 16     | Polonia     | 0   | 1       | 1      | 2      |
| 17     | Norvegia    | 0   | 0       | 2      | 2      |
| 17     | Spagna      | 0   | 0       | 2      | 2      |
| 19     | Belgio      | 0   | 0       | 1      | 1      |
| 19     | Lettonia    | 0   | 0       | 1      | 1      |
| Totale | Totale      | 58  | 60      | 60     | 178    |

## Classifica a squadre

### Sistema di punteggio
Il sistema di punteggio è indicato dalla sommatoria dell'esercizio totale e delle due specialità in base allo schema adottato nel 1996:

### Categorie maschili
| Pos. | Squadra     | Punti |
| ---- | ----------- | ----- |
| 1    | Bulgaria    | 685   |
| 2    | Armenia     | 620   |
| 3    | Georgia     | 612   |
| 4    | Russia      | 599   |
| 5    | Bielorussia | 560   |
| 6    | Turchia     | 503   |
| 7    | Spagna      | 399   |
| 8    | Polonia     | 373   |
| 9    | Ucraina     | 362   |
| 10   | Rep. Ceca   | 355   |
| 11   | Italia      | 278   |
| 12   | Germania    | 260   |
| 13   | Moldavia    | 227   |
| 14   | Lettonia    | 206   |
| 15   | Slovacchia  | 193   |
| 16   | Albania     | 181   |
| 17   | Israele     | 150   |
| 18   | Finlandia   | 150   |
| 19   | Romania     | 133   |
| 20   | Azerbaigian | 110   |
| 21   | Serbia      | 108   |
| 22   | Grecia      | 96    |
| 23   | Lituania    | 78    |
| 24   | Danimarca   | 77    |
| 25   | Svizzera    | 75    |
| 26   | Croazia     | 72    |
| 27   | Norvegia    | 68    |
| 28   | Ungheria    | 67    |
| 29   | Francia     | 59    |
| 30   | Austria     | 50    |
| 31   | Paesi Bassi | 48    |
| 32   | Cipro       | 48    |
| 33   | Islanda     | 38    |
| 34   | Svezia      | 30    |

### Categorie femminili
| Pos. | Squadra     | Punti |
| ---- | ----------- | ----- |
| 1    | Russia      | 699   |
| 2    | Turchia     | 617   |
| 3    | Ucraina     | 603   |
| 4    | Romania     | 491   |
| 5    | Bielorussia | 409   |
| 6    | Polonia     | 405   |
| 7    | Danimarca   | 350   |
| 8    | Regno Unito | 298   |
| 9    | Ungheria    | 291   |
| 10   | Spagna      | 288   |
| 11   | Norvegia    | 256   |
| 12   | Armenia     | 251   |
| 13   | Francia     | 246   |
| 14   | Germania    | 243   |
| 15   | Svezia      | 232   |
| 16   | Finlandia   | 229   |
| 17   | Belgio      | 227   |
| 18   | Bulgaria    | 225   |
| 19   | Moldavia    | 225   |
| 20   | Slovacchia  | 170   |
| 21   | Italia      | 159   |
| 22   | Rep. Ceca   | 125   |
| 23   | Georgia     | 112   |
| 24   | Israele     | 108   |
| 25   | Serbia      | 87    |
| 26   | Grecia      | 84    |
| 27   | Azerbaigian | 79    |
| 28   | Austria     | 77    |
| 29   | Islanda     | 76    |
| 30   | Malta       | 67    |
| 31   | Albania     | 62    |
| 32   | Lituania    | 60    |
| 33   | Paesi Bassi | 45    |
| 34   | Croazia     | 44    |
| 35   | Svizzera    | 36    |
| 36   | Kosovo      | 15    |

## Gare maschili

### 55 kg maschili
| Pos. | Atleta                   | Gruppo | Peso atleta | Strappo (kg) | Strappo (kg) | Strappo (kg) | Strappo (kg) | Slancio (kg) | Slancio (kg) | Slancio (kg) | Slancio (kg) | Totale |
| Pos. | Atleta                   | Gruppo | Peso atleta | 1            | 2            | 3            | Pos.         | 1            | 2            | 3            | Pos.         | Totale |
| ---- | ------------------------ | ------ | ----------- | ------------ | ------------ | ------------ | ------------ | ------------ | ------------ | ------------ | ------------ | ------ |
|      | Angel Rusev (BUL)        | A      | 54.88       | 105          | 105          | 111          |              | 140          | 147          | 147          |              | 258    |
|      | Valentin Iancu (ROU)     | A      | 54.98       | 100          | 105          | 108          | 5            | 130          | 135          | 140          |              | 248    |
|      | Dmytro Voronovskyi (UKR) | A      | 54.96       | 106          | 110          | 112          | 4            | 133          | 137          | 140          |              | 247    |
| 4    | Muammer Şahin (TUR)      | A      | 54.88       | 109          | 109          | 112          |              | 130          | 130          | 130          | 5            | 242    |
| 5    | Daniel Lungu (MDA)       | A      | 54.94       | 108          | 111          | 113          |              | 127          | 127          | 130          | 8            | 240    |
| 6    | Cristian Luca (ROU)      | A      | 54.74       | 103          | 107          | 111          | 6            | 130          | 134          | 136          | 4            | 237    |
| 7    | Giorgi Dokvadze (GEO)    | A      | 54.96       | 105          | 108          | 109          | 7            | 124          | 129          | 129          | 9            | 229    |
| 8    | Muhammet Akkaya (TUR)    | A      | 55.00       | 98           | 104          | 107          | 8            | 120          | 127          | 130          | 7            | 225    |
| 9    | František Polák (CZE)    | B      | 54.94       | 93           | 97           | 97           | 9            | 119          | 124          | 127          | 6            | 224    |

### 61 kg maschili
| Pos. | Atleta                     | Gruppo | Peso atleta | Strappo (kg) | Strappo (kg) | Strappo (kg) | Strappo (kg) | Slancio (kg) | Slancio (kg) | Slancio (kg) | Slancio (kg) | Totale |
| Pos. | Atleta                     | Gruppo | Peso atleta | 1            | 2            | 3            | Pos.         | 1            | 2            | 3            | Pos.         | Totale |
| ---- | -------------------------- | ------ | ----------- | ------------ | ------------ | ------------ | ------------ | ------------ | ------------ | ------------ | ------------ | ------ |
|      | Stilyan Grozdev (BUL)      | A      | 60.82       | 130          | 134          | 136          |              | 156          | 157          | 160          |              | 296    |
|      | Shota Mishvelidze (GEO)    | A      | 61.00       | 129          | 131          | 135          |              | 155          | 159          | 162          | 5            | 290    |
|      | Ferdi Hardal (TUR)         | A      | 60.92       | 130          | 135          | 135          | 4            | 157          | 161          | 161          | 4            | 287    |
| 4    | Henadz' Lapceŭ (BLR)       | A      | 60.92       | 128          | 132          | 132          |              | 148          | 154          | 159          | 8            | 286    |
| 5    | Davide Ruiu (ITA)          | A      | 60.80       | 125          | 125          | 130          | 7            | 150          | 158          | 158          |              | 283    |
| 6    | Jon Luke Mau (GER)         | A      | 60.86       | 120          | 124          | 124          | 11           | 155          | 160          | 162          |              | 282    |
| 7    | Sergio Massidda (ITA)      | A      | 60.86       | 125          | 130          | 130          | 6            | 145          | 155          | 160          | 6            | 280    |
| 8    | Ramini Shamilishvili (GEO) | A      | 60.62       | 124          | 128          | 128          | 8            | 147          | 155          | 159          | 7            | 279    |
| 9    | Caner Toptaş (TUR)         | A      | 60.96       | 124          | 124          | 128          | 9            | 142          | 145          | 150          | 9            | 274    |
| 10   | Simon Brandhuber (GER)     | B      | 60.80       | 120          | 124          | 127          | 5            | 145          | 145          | 145          | 10           | 272    |
| 11   | Josué Brachi (ESP)         | B      | 59.72       | 115          | 118          | 121          | 10           | 138          | 138          | 141          | 11           | 262    |
| 12   | Pavlo Zalipskyi (UKR)      | B      | 60.02       | 117          | 121          | 123          | 12           | 135          | 140          | 146          | 12           | 257    |
| 13   | Stefan Vladisavljev (SRB)  | B      | 60.54       | 110          | 113          | 113          | 13           | 135          | 140          | 140          | 13           | 245    |
| —    | Lewi Bar (ISR)             | B      | 60.86       | 110          | 113          | —            | —            | —            | —            | —            | —            | —      |

### 67 kg maschili
| Pos. | Atleta                      | Gruppo | Peso atleta | Strappo (kg) | Strappo (kg) | Strappo (kg) | Strappo (kg) | Slancio (kg) | Slancio (kg) | Slancio (kg) | Slancio (kg) | Totale |
| Pos. | Atleta                      | Gruppo | Peso atleta | 1            | 2            | 3            | Pos.         | 1            | 2            | 3            | Pos.         | Totale |
| ---- | --------------------------- | ------ | ----------- | ------------ | ------------ | ------------ | ------------ | ------------ | ------------ | ------------ | ------------ | ------ |
|      | Muhammed Furkan Özbek (TUR) | A      | 66.96       | 139          | 142          | 145          |              | 170          | 174          | 178          |              | 323    |
|      | Mirko Zanni (ITA)           | A      | 66.74       | 142          | 146          | 148          |              | 170          | 170          | 174          | 4            | 318    |
|      | Valentin Genčev (BUL)       | A      | 66.72       | 132          | 136          | 138          | 7            | 168          | 173          | 177          |              | 315    |
| 4    | Zulfat Garaev (RUS)         | A      | 66.66       | 140          | 144          | 147          |              | 167          | 172          | 172          | 6            | 314    |
| 5    | Goga Chkheidze (GEO)        | A      | 66.82       | 134          | 138          | 140          | 4            | 165          | 170          | 175          |              | 310    |
| 6    | Bernardin Matam (FRA)       | A      | 66.60       | 133          | 136          | 138          | 8            | 170          | 170          | 174          | 5            | 308    |
| 7    | Petar Angelov (BUL)         | A      | 66.92       | 130          | 135          | 138          | 6            | 157          | 162          | 169          | 9            | 300    |
| 8    | Acorán Hernández (ESP)      | A      | 66.56       | 130          | 134          | 139          | 5            | 155          | 160          | 164          | 10           | 299    |
| 9    | Yusuf Genç (TUR)            | A      | 66.76       | 125          | 130          | 132          | 11           | 166          | 167          | 173          | 7            | 297    |
| 10   | Dzmitry Ivanou (BLR)        | A      | 66.88       | 130          | 135          | 135          | 10           | 155          | 160          | 160          | 11           | 285    |
| 11   | Victor Castro (ESP)         | B      | 66.84       | 128          | 132          | 136          | 9            | 148          | 153          | 153          | 12           | 280    |
| 12   | Kacper Urban (POL)          | B      | 66.42       | 120          | 125          | 129          | 12           | 140          | 146          | 150          | 13           | 271    |
| —    | Petr Petrov (CZE)           | B      | 66.94       | 132          | 132          | 132          | —            | 160          | 165          | 165          | 8            | —      |

### 73 kg maschili
| Pos. | Atleta                   | Gruppo | Peso atleta | Strappo (kg) | Strappo (kg) | Strappo (kg) | Strappo (kg) | Slancio (kg) | Slancio (kg) | Slancio (kg) | Slancio (kg) | Totale |
| Pos. | Atleta                   | Gruppo | Peso atleta | 1            | 2            | 3            | Pos.         | 1            | 2            | 3            | Pos.         | Totale |
| ---- | ------------------------ | ------ | ----------- | ------------ | ------------ | ------------ | ------------ | ------------ | ------------ | ------------ | ------------ | ------ |
|      | Daniyar İsmayilov (TUR)  | A      | 72.72       | 155          | 158          | 160          |              | 181          | 185          | 185          | 6            | 341    |
|      | Marin Robu (MDA)         | A      | 72.85       | 151          | 156          | 159          |              | 177          | 183          | 183          | 4            | 339    |
|      | Briken Calja (ALB)       | A      | 72.94       | 152          | 157          | 157          | 4            | 183          | 184          | 188          |              | 336    |
| 4    | Božidar Andreev (BUL)    | A      | 72.84       | 152          | 156          | 157          |              | 182          | 188          | 190          | 5            | 334    |
| 5    | David Sánchez (ESP)      | A      | 72.86       | 143          | 147          | 149          | 7            | 179          | 179          | 183          |              | 332    |
| 6    | Max Lang (GER)           | A      | 72.62       | 145          | 145          | 145          | 9            | 175          | 180          | 185          |              | 330    |
| 7    | Kakhi Asanidze (GEO)     | A      | 72.84       | 144          | 148          | 151          | 8            | 172          | 179          | 182          | 7            | 327    |
| 8    | Ilya Zharnouski (BLR)    | B      | 72.74       | 141          | 146          | 150          | 5            | 167          | 173          | 176          | 8            | 326    |
| 9    | Sergey Petrov (RUS)      | A      | 72.94       | 144          | 149          | 153          | 6            | 171          | 174          | 178          | 10           | 323    |
| 10   | Piotr Kudłaszyk (POL)    | A      | 72.72       | 138          | 142          | 145          | 11           | 174          | 179          | 182          | 9            | 316    |
| 11   | Petr Stránský (CZE)      | B      | 72.70       | 125          | 128          | 131          | 13           | 155          | 155          | 159          | 12           | 290    |
| 12   | Vlads Prokofjevs (LAT)   | B      | 72.64       | 123          | 126          | 128          | 14           | 154          | 159          | 159          | 13           | 287    |
| 13   | Tim Kring (DEN)          | B      | 72.94       | 127          | 127          | 127          | 15           | 155          | 160          | 160          | 14           | 282    |
| 14   | Žilvinas Žilinskas (LTU) | B      | 72.96       | 118          | 122          | 126          | 16           | 146          | 147          | 155          | 15           | 281    |
| 15   | Daniel Roness (NOR)      | B      | 72.92       | 117          | 121          | 124          | 17           | 155          | 160          | 163          | 11           | 281    |
| 16   | Einar Jónsson (ISL)      | B      | 72.80       | 110          | 114          | 118          | 18           | 140          | 145          | 145          | 16           | 259    |
| —    | Batu Yüksel (TUR)        | A      | 72.76       | 144          | 148          | 148          | 10           | 172          | 172          | 172          | —            | —      |
| —    | Alejandro González (ESP) | B      | 72.62       | 140          | 140          | 145          | 12           | 170          | 170          | 170          | —            | —      |

### 81 kg maschili
| Pos. | Atleta                   | Gruppo | Peso atleta | Strappo (kg) | Strappo (kg) | Strappo (kg) | Strappo (kg) | Slancio (kg) | Slancio (kg) | Slancio (kg) | Slancio (kg) | Totale |
| Pos. | Atleta                   | Gruppo | Peso atleta | 1            | 2            | 3            | Pos.         | 1            | 2            | 3            | Pos.         | Totale |
| ---- | ------------------------ | ------ | ----------- | ------------ | ------------ | ------------ | ------------ | ------------ | ------------ | ------------ | ------------ | ------ |
|      | Antonino Pizzolato (ITA) | A      | 80.76       | 159          | 162          | 164          |              | 195          | 200          | 206          |              | 370    |
|      | Karlos Nasar (BUL)       | A      | 80.84       | 158          | 162          | 163          |              | 194          | 200          | 206          |              | 369    |
|      | Ritvars Suharevs (LAT)   | A      | 80.38       | 157          | 162          | 163          | 5            | 190          | 193          | 195          | 5            | 347    |
| 4    | Rafik Harutyunyan (ARM)  | B      | 80.94       | 145          | 150          | 150          | 9            | 187          | 196          | —            |              | 346    |
| 5    | Nico Müller (GER)        | A      | 80.66       | 152          | 157          | 158          |              | 188          | 188          | 188          | 7            | 346    |
| 6    | Yunder Beytula (BUL)     | A      | 80.72       | 150          | 153          | 153          | 10           | 185          | 196          | 198          | 4            | 346    |
| 7    | Andrés Mata (ESP)        | B      | 80.76       | 148          | 153          | 157          | 4            | 183          | 188          | 188          | 6            | 345    |
| 8    | Viacheslav Iarkin (RUS)  | A      | 80.56       | 156          | 159          | 159          | 7            | 184          | 191          | 192          | 8            | 340    |
| 9    | Erkand Qerimaj (ALB)     | B      | 80.88       | 150          | 154          | 156          | 6            | 180          | 184          | 185          | 10           | 336    |
| 10   | Mikalai Charniak (BLR)   | B      | 80.90       | 147          | 147          | 151          | 11           | 175          | 178          | 181          | 9            | 328    |
| 11   | Alberto Fernández (ESP)  | B      | 80.74       | 145          | 152          | 156          | 8            | 175          | 175          | 181          | 11           | 327    |
| 12   | Patryk Bęben (POL)       | B      | 80.98       | 140          | 145          | 145          | 12           | 170          | 170          | 180          | 13           | 310    |
| 13   | Richard Tkáč (SVK)       | B      | 80.78       | 130          | 134          | 137          | 14           | 165          | 170          | 174          | 12           | 307    |
| 14   | Goran Ćetković (CRO)     | B      | 79.48       | 110          | 117          | 123          | 15           | 135          | 142          | 147          | 15           | 265    |
| 15   | Amos Ferrari (SUI)       | B      | 79.60       | 112          | 112          | 112          | 16           | 140          | 144          | 148          | 14           | 256    |
| —    | Máté Kmegy (HUN)         | B      | 80.58       | 138          | 138          | 138          | 13           | 168          | 168          | 168          | —            | —      |
| —    | Daniel Godelli (ALB)     | A      | 80.98       | 152          | 152          | —            | —            | —            | —            | —            | —            | —      |
| —    | Celil Erdoğdu (TUR)      | A      | 79.36       | 151          | 151          | 151          | —            | —            | —            | —            | —            | —      |
| —    | Krzysztof Zwarycz (POL)  | A      | 80.96       | 150          | 150          | 150          | —            | —            | —            | —            | —            | —      |

### 89 kg maschili
| Pos. | Atleta                     | Gruppo | Peso atleta | Strappo (kg) | Strappo (kg) | Strappo (kg) | Strappo (kg) | Slancio (kg) | Slancio (kg) | Slancio (kg) | Slancio (kg) | Totale |
| Pos. | Atleta                     | Gruppo | Peso atleta | 1            | 2            | 3            | Pos.         | 1            | 2            | 3            | Pos.         | Totale |
| ---- | -------------------------- | ------ | ----------- | ------------ | ------------ | ------------ | ------------ | ------------ | ------------ | ------------ | ------------ | ------ |
|      | Karen Avagyan (ARM)        | A      | 88.76       | 165          | 170          | 175          |              | 200          | 204          | 204          |              | 375    |
|      | Revaz Davitadze (GEO)      | A      | 88.64       | 166          | 171          | 176          |              | 198          | 203          | 205          |              | 374    |
|      | Andranik Karapetyan (ARM)  | A      | 88.40       | 165          | 170          | 175          |              | 195          | 200          | 205          | 6            | 365    |
| 4    | Roman Chepik (RUS)         | A      | 88.90       | 157          | 161          | 164          | 4            | 194          | 194          | 198          |              | 362    |
| 5    | Ruslan Kozhakin (UKR)      | A      | 88.98       | 156          | 160          | 162          | 5            | 190          | 197          | 197          | 4            | 359    |
| 6    | Siarhei Haranin (BLR)      | A      | 88.94       | 155          | 155          | 160          | 9            | 192          | 194          | 196          | 5            | 351    |
| 7    | Krenar Shoraj (ALB)        | A      | 88.72       | 150          | 150          | 156          | 6            | 190          | 192          | —            | 7            | 348    |
| 8    | Theodoros Iakovidis (GRE)  | A      | 88.46       | 153          | 153          | 156          | 7            | 187          | 187          | 191          | 8            | 347    |
| 9    | Tudor Bratu (MDA)          | B      | 88.26       | 150          | 155          | 158          | 8            | 185          | 190          | 191          | 9            | 345    |
| 10   | Antonis Martasidis (CYP)   | A      | 88.62       | 150          | 153          | 153          | 10           | 190          | 198          | 198          | 10           | 340    |
| 11   | Armands Mežinskis (LAT)    | B      | 88.58       | 148          | 148          | 154          | 11           | 187          | 193          | 194          | 11           | 335    |
| 12   | Emmanouil Marianakis (GRE) | B      | 88.78       | 140          | 145          | 150          | 12           | 170          | 175          | 178          | 13           | 323    |
| 13   | Peter Polaček (SVK)        | B      | 88.48       | 134          | 135          | 139          | 13           | 168          | 173          | 177          | 14           | 316    |
| 14   | Karol Samko (SVK)          | B      | 88.78       | 135          | 139          | 140          | 14           | 180          | 185          | 185          | 12           | 315    |
| 15   | Antti Peltokangas (FIN)    | B      | 88.80       | 125          | 130          | 132          | 15           | 165          | 170          | 170          | 15           | 300    |
| —    | Daniel Robertsson (ISL)    | B      | 85.38       | 122          | 123          | 125          | 16           | 148          | 148          | 148          | —            | —      |
| —    | Eero Retulainen (FIN)      | B      | 88.86       | —            | —            | —            | —            | —            | —            | —            | —            | —      |

### 96 kg maschili
| Pos. | Atleta                    | Gruppo | Peso atleta | Strappo (kg) | Strappo (kg) | Strappo (kg) | Strappo (kg) | Slancio (kg) | Slancio (kg) | Slancio (kg) | Slancio (kg) | Totale |
| Pos. | Atleta                    | Gruppo | Peso atleta | 1            | 2            | 3            | Pos.         | 1            | 2            | 3            | Pos.         | Totale |
| ---- | ------------------------- | ------ | ----------- | ------------ | ------------ | ------------ | ------------ | ------------ | ------------ | ------------ | ------------ | ------ |
|      | Anton Pliesnoi (GEO)      | A      | 95.86       | 171          | 175          | 180          |              | 207          | 213          | 221          |              | 393    |
|      | Pjotr Asajonak (BLR)      | A      | 93.66       | 167          | 172          | 172          |              | 202          | 207          | 207          | 5            | 374    |
|      | Hakob Mkrtchyan (ARM)     | A      | 95.48       | 160          | 165          | 165          | 7            | 205          | 212          | 215          |              | 372    |
| 4    | Bartłomiej Adamus (POL)   | A      | 95.82       | 160          | 165          | 169          | 4            | 195          | 202          | 206          |              | 371    |
| 5    | Georgii Kuptsov (RUS)     | A      | 95.98       | 165          | 165          | 165          | 6            | 197          | 203          | 207          | 4            | 368    |
| 6    | Artur Babayan (RUS)       | A      | 95.92       | 163          | 167          | 171          |              | 192          | 198          | 198          | 7            | 359    |
| 7    | Yevhenii Yantsevich (UKR) | A      | 95.66       | 160          | 164          | 164          | 8            | 187          | 187          | 193          | 9            | 347    |
| 8    | Daniel Goljasz (POL)      | B      | 95.24       | 147          | 151          | 154          | 9            | 187          | 192          | 196          | 6            | 346    |
| 9    | Jesse Nykänen (FIN)       | B      | 95.92       | 148          | 152          | 152          | 11           | 177          | 181          | 185          | 10           | 333    |
| 10   | Vadims Koževņikovs (LAT)  | B      | 94.94       | 145          | 150          | 150          | 13           | 187          | 187          | 195          | 8            | 332    |
| 11   | Josef Kolář (CZE)         | B      | 95.32       | 147          | 151          | 152          | 12           | 180          | 187          | 187          | 12           | 327    |
| 12   | Yannik Tschan (SUI)       | B      | 95.24       | 137          | 140          | 143          | 14           | 176          | 180          | 184          | 13           | 323    |
| 13   | Valentin Gnessin (ISR)    | B      | 93.52       | 140          | 140          | 144          | 16           | 180          | 185          | 185          | 11           | 320    |
| 14   | Amar Musić (CRO)          | B      | 89.34       | 135          | 140          | 145          | 15           | 165          | 175          | 179          | 14           | 315    |
| —    | Davit Hovhannisyan (ARM)  | A      | 93.26       | 165          | 165          | 170          | 5            | 195          | 195          | 195          | —            | —      |
| —    | Jürgen Spieß (GER)        | A      | 95.66       | 153          | 158          | 160          | 10           | 190          | 192          | 196          | —            | —      |

### 102 kg maschili
| Pos. | Atleta                   | Gruppo | Peso atleta | Strappo (kg) | Strappo (kg) | Strappo (kg) | Strappo (kg) | Slancio (kg) | Slancio (kg) | Slancio (kg) | Slancio (kg) | Totale |
| Pos. | Atleta                   | Gruppo | Peso atleta | 1            | 2            | 3            | Pos.         | 1            | 2            | 3            | Pos.         | Totale |
| ---- | ------------------------ | ------ | ----------- | ------------ | ------------ | ------------ | ------------ | ------------ | ------------ | ------------ | ------------ | ------ |
|      | Samvel Gasparyan (ARM)   | A      | 101.70      | 171          | 176          | 178          |              | 209          | 214          | —            |              | 390    |
|      | Arsen Martirosyan (ARM)  | A      | 101.32      | 165          | 171          | 175          | 4            | 205          | 209          | 212          |              | 380    |
|      | Dadash Dadashbayli (AZE) | A      | 101.56      | 170          | 174          | 177          |              | 202          | 207          | 210          | 7            | 379    |
| 4    | David Fischerov (BUL)    | A      | 101.54      | 160          | 165          | 168          | 6            | 205          | 210          | 213          |              | 378    |
| 5    | Irakli Chkheidze (GEO)   | A      | 101.78      | 162          | 167          | 171          | 5            | 205          | 210          | 210          | 5            | 376    |
| 6    | Vasil Marinov (BUL)      | A      | 101.56      | 167          | 172          | 173          | 7            | 200          | 208          | 208          | 4            | 375    |
| 7    | Siarhei ShaPos.ou (BLR)  | A      | 101.42      | 168          | 172          | 175          |              | 202          | 206          | 206          | 6            | 374    |
| 8    | Andrei Arlionak (BLR)    | B      | 101.80      | 165          | 169          | 169          | 8            | 190          | 197          | 201          | 8            | 366    |
| 9    | Fedor Petrov (RUS)       | A      | 101.50      | 160          | 165          | 165          | 9            | 201          | 206          | 206          | 9            | 366    |
| 10   | Artur Mugurdumov (ISR)   | B      | 100.30      | 150          | 150          | 155          | 11           | 188          | 190          | 200          | 10           | 355    |
| 11   | Patrik Krywult (CZE)     | B      | 101.44      | 150          | 155          | 158          | 10           | 180          | 180          | 185          | 12           | 335    |
| 12   | Jacob Diakovasilis (DEN) | B      | 101.62      | 138          | 138          | 140          | 14           | 175          | 181          | 181          | 11           | 321    |
| 13   | Alish Nazarov (AZE)      | B      | 99.10       | 135          | 140          | 141          | 12           | 160          | 167          | 174          | 13           | 315    |
| 14   | Artiom Gritenco (MDA)    | B      | 101.46      | 140          | 140          | 145          | 13           | 168          | 176          | 176          | 15           | 308    |
| 15   | Viktor Ostrovsky (SVK)   | B      | 96.12       | 135          | 140          | 141          | 15           | 170          | 174          | 174          | 14           | 305    |

### 109 kg maschili
| Pos. | Atleta                    | Gruppo | Peso atleta | Strappo (kg) | Strappo (kg) | Strappo (kg) | Strappo (kg) | Slancio (kg) | Slancio (kg) | Slancio (kg) | Slancio (kg) | Totale |
| Pos. | Atleta                    | Gruppo | Peso atleta | 1            | 2            | 3            | Pos.         | 1            | 2            | 3            | Pos.         | Totale |
| ---- | ------------------------- | ------ | ----------- | ------------ | ------------ | ------------ | ------------ | ------------ | ------------ | ------------ | ------------ | ------ |
|      | Dmytro Čumak (UKR)        | A      | 107.56      | 181          | 181          | 181          | 4            | 220          | 226          | 226          |              | 407    |
|      | Hristo Hristov (BUL)      | A      | 108.78      | 181          | 186          | 190          |              | 214          | 220          | 220          | 4            | 406    |
|      | Timur Naniev (RUS)        | A      | 108.96      | 180          | 184          | 186          |              | 213          | 217          | 223          | 7            | 401    |
| 4    | Marcos Ruiz (ESP)         | A      | 108.58      | 175          | 180          | 180          | 5            | 210          | 215          | 220          |              | 400    |
| 5    | Arkadiusz Michalski (POL) | A      | 108.92      | 171          | 174          | 177          | 6            | 219          | 225          | 226          | 5            | 396    |
| 6    | Artūrs Plēsnieks (LAT)    | A      | 108.50      | 170          | 175          | 180          | 9            | 213          | 219          | 223          | 6            | 394    |
| 7    | Arsen Kasabijew (POL)     | A      | 106.00      | 165          | 170          | 173          | 11           | 205          | 212          | 220          |              | 390    |
| 8    | Khas Balaev (RUS)         | A      | 108.22      | 170          | 175          | 177          | 8            | 206          | 211          | 211          | 8            | 381    |
| 9    | Sargis Martirosjan (AUT)  | B      | 108.58      | 170          | 175          | 175          | 7            | 190          | 190          | 190          | 12           | 365    |
| 10   | Arnas Šidiškis (LTU)      | B      | 108.82      | 155          | 160          | 165          | 12           | 190          | 194          | 194          | 11           | 354    |
| 11   | Radoslav Tatarčík (SVK)   | B      | 108.60      | 165          | 170          | 170          | 10           | 177          | 183          | 183          | 13           | 353    |
| 12   | Hannes Keskitalo (FIN)    | B      | 108.78      | 145          | 150          | 153          | 14           | 190          | 200          | —            | 9            | 350    |
| 13   | Jiří Gasior (CZE)         | B      | 107.74      | 148          | 148          | 151          | 13           | 188          | 194          | 200          | 10           | 347    |
| —    | Simon Martirosyan (ARM)   | A      | 108.70      | 190          | 190          | 190          |              | 227          | 227          | 227          | —            | —      |

### Oltre 109 kg maschili
| Pos. | Atleta                    | Gruppo | Peso atleta | Strappo (kg) | Strappo (kg) | Strappo (kg) | Strappo (kg) | Slancio (kg) | Slancio (kg) | Slancio (kg) | Slancio (kg) | Totale   |
| Pos. | Atleta                    | Gruppo | Peso atleta | 1            | 2            | 3            | Pos.         | 1            | 2            | 3            | Pos.         | Totale   |
| ---- | ------------------------- | ------ | ----------- | ------------ | ------------ | ------------ | ------------ | ------------ | ------------ | ------------ | ------------ | -------- |
|      | Lasha Talakhadze (GEO)    | A      | 176.30      | 211          | 217          | 222          |              | 245          | 253          | 263          |              | 485      |
|      | Gor Minasyan (ARM)        | A      | 150.14      | 205          | 212          | 216          |              | 240          | 248          | 252          |              | 464      |
|      | Varazdat Lalayan (ARM)    | A      | 147.68      | 200          | 205          | 209          |              | 240          | 250          | 250          |              | 445      |
| 4    | Eduard Ziaziulin (BLR)    | A      | 138.74      | 197          | 202          | 202          | 4            | 227          | 233          | 233          | 7            | 424      |
| 5    | Antoniy Savchuk (RUS)     | A      | 139.56      | 180          | 185          | 190          | 5            | 215          | 221          | 228          | 6            | 418      |
| 6    | Kamil Kučera (CZE)        | A      | 159.10      | 177          | 177          | 182          | 9            | 227          | 233          | 237          | 4            | 415      |
| 7    | Oleksii Bibik (UKR)       | B      | 123.70      | 180          | 185          | 189          | 6            | 210          | 221          | —            | 10           | 410      |
| 8    | Péter Nagy (HUN)          | A      | 158.68      | 176          | 176          | 182          | 8            | 216          | 222          | 229          | 8            | 404      |
| 9    | Jiří Orság (CZE)          | A      | 141.30      | 170          | 170          | 175          | 14           | 225          | 232          | 237          | 5            | 402      |
| 10   | David Litvinov (ISR)      | B      | 129.82      | 177          | 184          | 188          | 7            | 207          | 213          | 218          | 12           | 401      |
| 11   | Enzo Kuworge (NED)        | A      | 158.50      | 172          | 176          | 180          | 10           | 222          | 222          | 222          | 9            | 398      |
| 12   | Tamaš Kajdoči (SRB)       | B      | 143.26      | 162          | 168          | 172          | 11           | 207          | 215          | 218          | 11           | 390      |
| 13   | Yıldıray Kaplan (TUR)     | B      | 135.00      | 165          | 170          | 175          | 12           | 200          | 210          | 211          | 13           | 381      |
| 14   | Andrei Aramnau (BLR)      | B      | 119.68      | 160          | 170          | 170          | 13           | 195          | 205          | —            | 14           | 375      |
| 15   | Kim Eirik Tollefsen (NOR) | B      | 122.12      | 155          | 160          | 160          | 15           | 195          | 201          | 206          | 15           | 361      |
| 16   | Hampus Lithén (SWE)       | B      | 143.46      | 152          | 156          | 159          | 16           | 195          | 205          | 207          | 16           | 351      |
| 17   | Tivadar Kajdocsi (SRB)    | B      | 124.77      | 142          | 148          | 148          | 18           | 180          | 190          | 190          | 17           | 332      |
| 18   | Petri Lindfors (FIN)      | B      | 123.60      | 140          | 144          | 148          | 17           | 175          | 180          | 180          | 18           | 319      |
| —    | Irakli Turmanidze (GEO)   | A      | 141.78      | 191          | 191          | 191          | —            | —            | —            | —            | —            | —        |
| —    | Teemu Roininen (FIN)      | B      | 117.26      | ritirato     | ritirato     | ritirato     | ritirato     | ritirato     | ritirato     | ritirato     | ritirato     | ritirato |

## Gare femminili

### 45 kg femminili
| Pos. | Atleta                     | Gruppo | Peso atleta | Strappo (kg) | Strappo (kg) | Strappo (kg) | Strappo (kg) | Slancio (kg) | Slancio (kg) | Slancio (kg) | Slancio (kg) | Totale |
| Pos. | Atleta                     | Gruppo | Peso atleta | 1            | 2            | 3            | Pos.         | 1            | 2            | 3            | Pos.         | Totale |
| ---- | -------------------------- | ------ | ----------- | ------------ | ------------ | ------------ | ------------ | ------------ | ------------ | ------------ | ------------ | ------ |
|      | Nadezhda Nguen (BUL)       | A      | 44.90       | 67           | 70           | 72           |              | 83           | 83           | 85           | 4            | 155    |
|      | Ivana Petrova (BUL)        | A      | 44.72       | 65           | 67           | 69           | 4            | 85           | 85           | 89           |              | 152    |
|      | Melisa Güneş (TUR)         | A      | 44.66       | 63           | 63           | 68           |              | 80           | 83           | 85           |              | 151    |
| 4    | Adriana Pană (ROU)         | A      | 44.70       | 63           | 66           | 69           | 5            | 80           | 84           | 84           |              | 150    |
| 5    | Anhelina Lomachynska (UKR) | A      | 44.70       | 67           | 69           | 69           |              | 82           | 82           | 85           | 5            | 149    |
| 6    | Bianca Dumitrescu (ROU)    | A      | 44.40       | 63           | 64           | 68           | 6            | 78           | 78           | 78           | 7            | 142    |
| 7    | Radmila Zagorac (SRB)      | A      | 44.80       | 63           | 66           | 68           | 7            | 75           | 75           | 78           | 8            | 138    |
| 8    | Ecaterina Grabucea (MDA)   | B      | 44.50       | 52           | 54           | 56           | 8            | 66           | 69           | 72           | 9            | 128    |
| —    | Tihana Majer (CRO)         | A      | 44.84       | 63           | 63           | 63           | —            | 78           | 81           | 81           | 6            | —      |

### 49 kg femminili
| Pos. | Atleta                       | Gruppo | Peso atleta | Strappo (kg) | Strappo (kg) | Strappo (kg) | Strappo (kg) | Slancio (kg) | Slancio (kg) | Slancio (kg) | Slancio (kg) | Totale |
| Pos. | Atleta                       | Gruppo | Peso atleta | 1            | 2            | 3            | Pos.         | 1            | 2            | 3            | Pos.         | Totale |
| ---- | ---------------------------- | ------ | ----------- | ------------ | ------------ | ------------ | ------------ | ------------ | ------------ | ------------ | ------------ | ------ |
|      | Monica Csengeri (ROU)        | A      | 48.78       | 86           | 90           | 90           |              | 97           | 100          | 103          |              | 189    |
|      | Kristina Sobol (RUS)         | A      | 48.80       | 83           | 85           | 87           |              | 93           | 93           | 96           | 5            | 181    |
|      | Mihaela Cambei (ROU)         | A      | 48.24       | 80           | 84           | 84           | 4            | 96           | 100          | 102          |              | 180    |
| 4    | Giulia Imperio (ITA)         | A      | 48.88       | 76           | 81           | 84           |              | 94           | 97           | 100          | 4            | 178    |
| 5    | Şaziye Erdoğan (TUR)         | A      | 48.82       | 78           | 80           | 82           | 5            | 97           | 99           | 101          |              | 175    |
| 6    | Anaïs Michel (FRA)           | A      | 48.58       | 75           | 75           | 77           | 6            | 95           | 97           | 97           | 6            | 172    |
| 7    | Sandra Jensen (DEN)          | A      | 48.70       | 72           | 74           | 76           | 7            | 86           | 89           | 91           | 8            | 167    |
| 8    | Olga Fernández (ESP)         | A      | 48.90       | 70           | 73           | 75           | 10           | 90           | 94           | 96           | 7            | 167    |
| 9    | Nida Karasakal (TUR)         | A      | 48.56       | 74           | 77           | 77           | 8            | 90           | 90           | 95           | 9            | 164    |
| 10   | Tenishia Thornton (MLT)      | B      | 48.52       | 68           | 70           | 70           | 12           | 85           | 87           | 89           | 11           | 159    |
| 11   | Marlena Polakowska (POL)     | A      | 48.46       | 72           | 74           | 76           | 9            | 84           | 86           | 86           | 13           | 158    |
| 12   | Maria Pipiliaridou (GRE)     | B      | 48.50       | 68           | 68           | 71           | 13           | 89           | 89           | 91           | 10           | 157    |
| 13   | Teodora Luminița Hincu (MDA) | B      | 48.82       | 68           | 71           | 72           | 11           | 84           | 84           | 87           | 12           | 155    |

### 55 kg femminili
| Pos. | Atleta                      | Gruppo | Peso atleta | Strappo (kg) | Strappo (kg) | Strappo (kg) | Strappo (kg) | Slancio (kg) | Slancio (kg) | Slancio (kg) | Slancio (kg) | Totale |
| Pos. | Atleta                      | Gruppo | Peso atleta | 1            | 2            | 3            | Pos.         | 1            | 2            | 3            | Pos.         | Totale |
| ---- | --------------------------- | ------ | ----------- | ------------ | ------------ | ------------ | ------------ | ------------ | ------------ | ------------ | ------------ | ------ |
|      | Kamila Konotop (UKR)        | A      | 54.98       | 90           | 93           | 95           |              | 108          | 111          | 113          |              | 208    |
|      | Svetlana Ershova (RUS)      | A      | 54.96       | 85           | 85           | 88           | 4            | 105          | 110          | 112          |              | 200    |
|      | Nina Sterckx (BEL)          | A      | 54.14       | 87           | 87           | 88           | 5            | 103          | 108          | 109          | 4            | 197    |
| 4    | Izabella Yaylyan (ARM)      | A      | 54.74       | 85           | 90           | 92           |              | 105          | 110          | 110          | 7            | 195    |
| 5    | Evagjelia Veli (ALB)        | A      | 54.26       | 87           | 89           | 89           |              | 105          | 108          | 108          | 8            | 194    |
| 6    | Sümeyye Kentli (TUR)        | A      | 54.74       | 80           | 83           | 83           | 12           | 107          | 110          | 113          |              | 193    |
| 7    | Joanna Łochowska (POL)      | A      | 54.92       | 81           | 84           | 84           | 8            | 102          | 106          | 108          | 6            | 190    |
| 8    | Andreea Cotruţa (ROU)       | B      | 53.90       | 83           | 87           | 87           | 6            | 102          | 106          | 106          | 11           | 189    |
| 9    | Maya Ivanova (BUL)          | B      | 54.52       | 81           | 84           | 84           | 13           | 100          | 104          | 106          | 5            | 187    |
| 10   | Sarah Øvsthus (NOR)         | A      | 54.08       | 83           | 83           | 85           | 11           | 103          | 106          | 106          | 10           | 186    |
| 11   | Atenery Hernández (ESP)     | B      | 54.86       | 80           | 83           | 85           | 9            | 98           | 101          | 101          | 13           | 184    |
| 12   | Garance Rigaud (FRA)        | B      | 54.44       | 79           | 82           | 83           | 14           | 99           | 101          | 103          | 12           | 180    |
| 13   | Svitlana Samuliak (UKR)     | B      | 54.54       | 80           | 83           | 83           | 10           | 92           | 96           | 99           | 15           | 179    |
| 14   | Laura Liukkonen (FIN)       | C      | 54.96       | 72           | 75           | 77           | 15           | 93           | 97           | 100          | 14           | 172    |
| 15   | Annelien Vandenabeele (BEL) | C      | 54.72       | 72           | 75           | 75           | 16           | 89           | 92           | 94           | 16           | 169    |
| 16   | Aksana Zalatarova (ISR)     | C      | 54.86       | 70           | 73           | 73           | 17           | 80           | 83           | 85           | 18           | 153    |
| 17   | Chiara Bruno (SUI)          | C      | 54.50       | 65           | 69           | 69           | 18           | 80           | 80           | 84           | 17           | 149    |
| —    | Katrine Bruhn (DEN)         | B      | 54.10       | 78           | 78           | 79           | —            | 99           | 103          | 105          | 9            | —      |
| —    | Leonora Brajshori (KOS)     | C      | 54.84       | 65           | —            | —            | —            | 65           | 68           | 70           | 19           | —      |
| —    | Jennifer Lombardo (ITA)     | A      | 54.62       | 85           | 88           | —            | 7            | —            | —            | —            | —            | —      |
| —    | Rebekka Jacobsen (NOR)      | B      | 54.88       | 77           | 77           | 77           | —            | —            | —            | —            | —            | —      |

### 59 kg femminili
| Pos. | Atleta                         | Gruppo | Peso atleta | Strappo (kg) | Strappo (kg) | Strappo (kg) | Strappo (kg) | Slancio (kg) | Slancio (kg) | Slancio (kg) | Slancio (kg) | Totale   |
| Pos. | Atleta                         | Gruppo | Peso atleta | 1            | 2            | 3            | Pos.         | 1            | 2            | 3            | Pos.         | Totale   |
| ---- | ------------------------------ | ------ | ----------- | ------------ | ------------ | ------------ | ------------ | ------------ | ------------ | ------------ | ------------ | -------- |
|      | Olga Te (RUS)                  | A      | 58.74       | 95           | 98           | 98           |              | 110          | 110          | 115          |              | 210      |
|      | Dora Tchakounté (FRA)          | A      | 58.66       | 92           | 95           | 97           |              | 110          | 115          | 115          |              | 210      |
|      | Aleksandra Kozlova (RUS)       | A      | 58.82       | 87           | 91           | 93           |              | 105          | 111          | 115          | 4            | 202      |
| 4    | Ine Andersson (NOR)            | A      | 58.24       | 86           | 86           | 88           | 8            | 110          | 113          | 116          |              | 201      |
| 5    | Zoe Smith (GBR)                | A      | 58.80       | 87           | 89           | 89           | 7            | 111          | 111          | 114          | 5            | 200      |
| 6    | Saara Retulainen (FIN)         | A      | 58.58       | 87           | 90           | 92           | 5            | 108          | 110          | 111          | 7            | 198      |
| 7    | Mariia Hanhur (UKR)            | A      | 58.40       | 89           | 93           | 93           | 6            | 108          | 113          | 113          | 8            | 197      |
| 8    | Irene Martínez (ESP)           | B      | 58.68       | 90           | 92           | 92           | 4            | 100          | 103          | 105          | 13           | 193      |
| 9    | Þuríður Erla Helgadóttir (ISL) | B      | 58.22       | 80           | 83           | 85           | 11           | 100          | 104          | 108          | 6            | 191      |
| 10   | Sanne Bijleveld (NED)          | B      | 58.46       | 82           | 85           | 87           | 9            | 105          | 109          | 110          | 11           | 190      |
| 11   | Sol Anette Waaler (NOR)        | B      | 58.64       | 83           | 85           | 87           | 10           | 103          | 105          | 107          | 12           | 190      |
| 12   | Mouna Skandi (ESP)             | B      | 59.00       | 79           | 79           | 82           | 12           | 103          | 106          | 108          | 10           | 188      |
| 13   | Monika Szymanek (POL)          | B      | 58.66       | 78           | 78           | 81           | 15           | 102          | 106          | 110          | 9            | 184      |
| 14   | Amalie Løvind Årsten (DEN)     | B      | 58.30       | 78           | 81           | 81           | 13           | 98           | 101          | 104          | 14           | 179      |
| 15   | Nathalie Lebbe (BEL)           | B      | 58.76       | 75           | 78           | 81           | 14           | 95           | 99           | 100          | 16           | 178      |
| 16   | Cintia Árva (HUN)              | B      | 58.20       | 68           | 71           | 71           | 17           | 91           | 94           | 96           | 17           | 162      |
| 17   | Ivana Gorišek (CRO)            | B      | 58.64       | 69           | 73           | 76           | 16           | 85           | 88           | 88           | 18           | 158      |
| —    | Scheila Meister (SUI)          | B      | 57.90       | 77           | 78           | 78           | —            | 95           | 100          | 103          | 15           | —        |
| —    | Konstantina Benteli (GRE)      | A      | ritirata    | ritirata     | ritirata     | ritirata     | ritirata     | ritirata     | ritirata     | ritirata     | ritirata     | ritirata |
| DSQ  | Bojanka Kostova (AZE)          | A      | 58.74       | 92           | 95           | 97           | —            | 111          | 116          | 116          | —            | —        |

### 64 kg femminili
| Pos. | Atleta                          | Gruppo | Peso atleta | Strappo (kg) | Strappo (kg) | Strappo (kg) | Strappo (kg) | Slancio (kg) | Slancio (kg) | Slancio (kg) | Slancio (kg) | Totale |
| Pos. | Atleta                          | Gruppo | Peso atleta | 1            | 2            | 3            | Pos.         | 1            | 2            | 3            | Pos.         | Totale |
| ---- | ------------------------------- | ------ | ----------- | ------------ | ------------ | ------------ | ------------ | ------------ | ------------ | ------------ | ------------ | ------ |
|      | Loredana Toma (ROU)             | A      | 63.90       | 101          | 107          | 114          |              | 123          | 130          | 137          |              | 244    |
|      | Sarah Davies (GBR)              | A      | 63.70       | 96           | 98           | 101          |              | 122          | 126          | 129          |              | 230    |
|      | Anastasiia Anzorova (RUS)       | A      | 63.94       | 94           | 97           | 100          |              | 117          | 122          | 128          |              | 222    |
| 4    | Lisa Schweizer (GER)            | A      | 63.38       | 97           | 97           | 100          | 4            | 118          | 121          | 121          | 4            | 218    |
| 5    | Nuray Levent (TUR)              | A      | 63.80       | 94           | 97           | 98           | 5            | 115          | 115          | 120          | 7            | 213    |
| 6    | Anni Vuohijoki (FIN)            | A      | 63.74       | 94           | 96           | 96           | 8            | 115          | 118          | 120          | 5            | 212    |
| 7    | Sabine Kusterer (GER)           | A      | 63.30       | 94           | 94           | 97           | 9            | 113          | 116          | 118          | 6            | 210    |
| 8    | Iana Kondrashova (RUS)          | A      | 63.40       | 93           | 96           | 96           | 6            | 113          | 118          | 118          | 8            | 209    |
| 9    | Daniela Gherman (SWE)           | A      | 63.14       | 95           | 95           | 98           | 7            | 110          | 115          | 115          | 10           | 205    |
| 10   | Wiktoria Wołk (POL)             | B      | 63.28       | 85           | 89           | 93           | 11           | 105          | 110          | 110          | 9            | 199    |
| 11   | Marit Årdalsbakke (NOR)         | B      | 63.66       | 87           | 90           | 93           | 10           | 105          | 105          | 108          | 12           | 198    |
| 12   | Jenny Adolfsson (SWE)           | B      | 63.88       | 82           | 85           | 87           | 12           | 103          | 108          | 108          | 11           | 195    |
| 13   | Amanda Poulsen (DEN)            | B      | 62.24       | 83           | 83           | 87           | 13           | 102          | 102          | 105          | 13           | 188    |
| 14   | Garoa Martínez (ESP)            | B      | 63.28       | 78           | 82           | 87           | 14           | 100          | 105          | 105          | 14           | 182    |
| 15   | Eliška Pudivítrová (CZE)        | B      | 62.74       | 76           | 79           | 81           | 15           | 96           | 100          | 103          | 15           | 181    |
| 16   | Marianne Saarhelo (FIN)         | B      | 63.94       | 78           | 78           | 81           | 16           | 98           | 102          | 103          | 17           | 179    |
| 17   | Amalía Ósk Sigurðardóttir (ISL) | B      | 62.70       | 74           | 78           | 79           | 18           | 98           | 99           | 100          | 16           | 179    |
| 18   | Aleksandra Prokić (SRB)         | B      | 62.28       | 76           | 80           | 83           | 17           | 96           | 100          | 100          | 18           | 176    |
| 19   | Sarit Kalo (ISR)                | B      | 63.54       | 75           | 75           | 79           | 19           | 95           | 99           | 99           | 19           | 170    |

### 71 kg femminili
| Pos. | Atleta                      | Gruppo | Peso atleta | Strappo (kg) | Strappo (kg) | Strappo (kg) | Strappo (kg) | Slancio (kg) | Slancio (kg) | Slancio (kg) | Slancio (kg) | Totale |
| Pos. | Atleta                      | Gruppo | Peso atleta | 1            | 2            | 3            | Pos.         | 1            | 2            | 3            | Pos.         | Totale |
| ---- | --------------------------- | ------ | ----------- | ------------ | ------------ | ------------ | ------------ | ------------ | ------------ | ------------ | ------------ | ------ |
|      | Emily Muskett (GBR)         | A      | 70.42       | 94           | 97           | 98           |              | 122          | 129          | 132          |              | 227    |
|      | Alessia Durante (ITA)       | A      | 66.54       | 93           | 96           | 97           |              | 115          | 120          | 122          |              | 219    |
|      | Raluca Olaru (ROU)          | A      | 66.50       | 94           | 97           | 98           |              | 112          | 117          | 120          | 4            | 218    |
| 4    | Ilia Hernández (ESP)        | A      | 70.60       | 90           | 93           | 93           | 6            | 116          | 119          | 119          | 5            | 212    |
| 5    | Gintarė Bražaitė (LTU)      | A      | 70.12       | 92           | 94           | 95           | 7            | 110          | 115          | 118          | 6            | 210    |
| 6    | Berfin Altun (TUR)          | A      | 65.38       | 85           | 88           | 90           | 17           | 115          | 119          | 121          |              | 209    |
| 7    | Natalia Prișcepa (MDA)      | A      | 70.72       | 92           | 92           | 92           | 8            | 110          | 114          | 117          | 9            | 206    |
| 8    | Alina Shchapanava (BLR)     | B      | 70.96       | 85           | 89           | 91           | 9            | 107          | 112          | 114          | 8            | 205    |
| 9    | Veronika Mitykó (HUN)       | B      | 70.36       | 90           | 90           | 96           | 4            | 103          | 106          | 108          | 19           | 202    |
| 10   | Manon Angonese (BEL)        | B      | 69.66       | 86           | 89           | 91           | 12           | 107          | 110          | 112          | 11           | 201    |
| 11   | Andżelika Kaczmarczyk (POL) | B      | 70.36       | 85           | 85           | 88           | 16           | 110          | 113          | 116          | 10           | 201    |
| 12   | Eleni Kourtelidou (GRE)     | B      | 70.78       | 86           | 90           | 90           | 19           | 109          | 112          | 115          | 7            | 201    |
| 13   | Liubou Dzemidavets (BLR)    | B      | 68.66       | 85           | 89           | 91           | 11           | 105          | 108          | 111          | 13           | 200    |
| 14   | Ivana Horná (SVK)           | B      | 69.54       | 86           | 89           | 91           | 10           | 107          | 108          | 112          | 15           | 199    |
| 15   | Laura Tolstrup (DEN)        | C      | 70.20       | 82           | 85           | 88           | 22           | 105          | 109          | 111          | 12           | 196    |
| 16   | Anna Fomina (SWE)           | A      | 67.82       | 86           | 87           | 95           | 18           | 109          | 115          | 116          | 14           | 196    |
| 17   | Line Gude (DEN)             | C      | 69.70       | 82           | 85           | 88           | 13           | 102          | 106          | 107          | 16           | 195    |
| 18   | Lijana Jakaitė (LTU)        | C      | 68.74       | 83           | 86           | 88           | 14           | 103          | 106          | 108          | 17           | 194    |
| 19   | Victoria Hahn (AUT)         | B      | 70.56       | 86           | 89           | 90           | 20           | 105          | 105          | 109          | 20           | 191    |
| 20   | Nina Rondziková (SVK)       | B      | 70.52       | 85           | 85           | 89           | 21           | 103          | 106          | 109          | 18           | 191    |
| 21   | Yasmin Stevens (MLT)        | C      | 69.74       | 83           | 86           | 88           | 15           | 102          | 102          | 104          | 23           | 190    |
| 22   | Yevheniia Rosinska (UKR)    | B      | 65.22       | 83           | 86           | 86           | 24           | 104          | 107          | 109          | 21           | 187    |
| 23   | Simona Hertlová (CZE)       | B      | 70.88       | 82           | 86           | 86           | 25           | 100          | 104          | 107          | 22           | 186    |
| 24   | Marina Ohman (ISR)          | C      | 70.94       | 81           | 84           | 87           | 23           | 95           | 100          | 102          | 25           | 184    |
| 25   | Sonja Bjelić (SRB)          | C      | 69.78       | 80           | 85           | 86           | 26           | 100          | 105          | 105          | 24           | 180    |
| —    | Maria Kireva (BUL)          | A      | 70.70       | 92           | 95           | 97           | 5            | 108          | 108          | —            | —            | —      |

### 76 kg femminili
| Pos. | Atleta                   | Gruppo | Peso atleta | Strappo (kg) | Strappo (kg) | Strappo (kg) | Strappo (kg) | Slancio (kg) | Slancio (kg) | Slancio (kg) | Slancio (kg) | Totale   |
| Pos. | Atleta                   | Gruppo | Peso atleta | 1            | 2            | 3            | Pos.         | 1            | 2            | 3            | Pos.         | Totale   |
| ---- | ------------------------ | ------ | ----------- | ------------ | ------------ | ------------ | ------------ | ------------ | ------------ | ------------ | ------------ | -------- |
|      | Iryna Dekha (UKR)        | A      | 75.94       | 110          | 113          | 115          |              | 130          | 135          | 135          |              | 248      |
|      | Iana Sotieva (RUS)       | A      | 75.78       | 105          | 110          | 112          |              | 130          | 134          | 137          |              | 246      |
|      | Anastasia Romanova (RUS) | A      | 72.06       | 106          | 111          | 114          |              | 125          | 130          | 132          | 4            | 243      |
| 4    | Darya Naumava (BLR)      | A      | 75.44       | 100          | 106          | 108          | 4            | 127          | 132          | 136          |              | 240      |
| 5    | Patricia Strenius (SWE)  | A      | 74.68       | 100          | 104          | 107          | 5            | 130          | 135          | 135          | 5            | 234      |
| 6    | Ryna Litoshyk (BLR)      | A      | 75.46       | 90           | 95           | 95           | 8            | 110          | 117          | 121          | 6            | 216      |
| 7    | Jolanta Wiór (POL)       | A      | 73.98       | 94           | 97           | 99           | 6            | 116          | 121          | 122          | 8            | 215      |
| 8    | Patricia Rieger (GER)    | A      | 75.74       | 95           | 100          | 100          | 7            | 116          | 120          | 123          | 7            | 215      |
| 9    | Laura Horváth (HUN)      | B      | 75.34       | 86           | 89           | 91           | 10           | 108          | 111          | 111          | 9            | 200      |
| 10   | Clara Andreasen (DEN)    | B      | 75.76       | 87           | 90           | 93           | 9            | 103          | 105          | 107          | 10           | 195      |
| 11   | Mette Pedersen (DEN)     | B      | 73.82       | 80           | 83           | 86           | 11           | 98           | 101          | 103          | 11           | 184      |
| —    | Lydia Valentín (ESP)     | A      | ritirata    | ritirata     | ritirata     | ritirata     | ritirata     | ritirata     | ritirata     | ritirata     | ritirata     | ritirata |

### 81 kg femminili
| Pos. | Atleta                      | Gruppo | Peso atleta | Strappo (kg) | Strappo (kg) | Strappo (kg) | Strappo (kg) | Slancio (kg) | Slancio (kg) | Slancio (kg) | Slancio (kg) | Totale |
| Pos. | Atleta                      | Gruppo | Peso atleta | 1            | 2            | 3            | Pos.         | 1            | 2            | 3            | Pos.         | Totale |
| ---- | --------------------------- | ------ | ----------- | ------------ | ------------ | ------------ | ------------ | ------------ | ------------ | ------------ | ------------ | ------ |
|      | Alina Marushchak (UKR)      | A      | 77.62       | 103          | 106          | 109          |              | 122          | 127          | 131          |              | 236    |
|      | Gaëlle Nayo-Ketchanke (FRA) | A      | 80.30       | 96           | 100          | 100          | 4            | 126          | 131          | 131          |              | 231    |
|      | Liana Gyurjyan (ARM)        | A      | 80.26       | 94           | 98           | 100          | 6            | 121          | 125          | 129          |              | 227    |
| 4    | Rabia Kaya (TUR)            | A      | 77.90       | 96           | 96           | 100          |              | 115          | 120          | 120          | 6            | 220    |
| 5    | Nina Schroth (GER)          | A      | 80.52       | 97           | 100          | 102          |              | 115          | 118          | 121          | 7            | 218    |
| 6    | Dilara Uçan (TUR)           | A      | 76.34       | 95           | 97           | 99           | 7            | 116          | 121          | 124          | 4            | 217    |
| 7    | Weronika Zielińska (POL)    | A      | 79.16       | 95           | 99           | 99           | 8            | 118          | 118          | 121          | 5            | 216    |
| 8    | Dzina Sazanavets (BLR)      | A      | 78.50       | 95           | 99           | 101          | 5            | 116          | 121          | 121          | 8            | 215    |
| 9    | Nicole Rubanovich (ISR)     | A      | 78.90       | 95           | 95           | 100          | 9            | 110          | 115          | 119          | 9            | 210    |
| 10   | Nikola Seničová (SVK)       | B      | 80.14       | 86           | 90           | 93           | 10           | 108          | 109          | 114          | 10           | 207    |
| 11   | Tímea Szuromi (HUN)         | B      | 80.64       | 92           | 92           | 96           | 11           | 110          | 116          | 116          | 14           | 202    |
| 12   | Natia Gadelia (GEO)         | B      | 78.90       | 85           | 89           | 91           | 12           | 105          | 111          | 115          | 13           | 202    |
| 13   | Dziana Minkova (BLR)        | B      | 79.58       | 85           | 89           | 89           | 13           | 112          | 117          | 117          | 11           | 201    |
| 14   | Michaela Skleničková (CZE)  | B      | 78.14       | 82           | 82           | 86           | 14           | 108          | 112          | 115          | 12           | 198    |

### 87 kg femminili
| Pos. | Atleta                      | Gruppo | Peso atleta | Strappo (kg) | Strappo (kg) | Strappo (kg) | Strappo (kg) | Slancio (kg) | Slancio (kg) | Slancio (kg) | Slancio (kg) | Totale |
| Pos. | Atleta                      | Gruppo | Peso atleta | 1            | 2            | 3            | Pos.         | 1            | 2            | 3            | Pos.         | Totale |
| ---- | --------------------------- | ------ | ----------- | ------------ | ------------ | ------------ | ------------ | ------------ | ------------ | ------------ | ------------ | ------ |
|      | Daria Akhmerova (RUS)       | A      | 85.02       | 103          | 106          | 108          |              | 132          | 136          | 138          |              | 246    |
|      | Elena Cîlcic (MDA)          | A      | 84.96       | 103          | 107          | 110          |              | 129          | 134          | 138          |              | 245    |
|      | Daria Riazanova (RUS)       | A      | 85.88       | 100          | 105          | 105          | 4            | 128          | 133          | 135          | 4            | 240    |
| 4    | Anastasija Hotfrid (GEO)    | A      | 86.54       | 108          | 111          | 113          |              | 128          | 132          | 132          | 5            | 239    |
| 5    | Solfrid Koanda (NOR)        | A      | 86.36       | 95           | 100          | 104          | 8            | 125          | 130          | 135          |              | 235    |
| 6    | Kinga Kaczmarczyk (POL)     | A      | 86.92       | 100          | 103          | 105          | 6            | 127          | 134          | 134          | 6            | 230    |
| 7    | Sarah Fischer (AUT)         | A      | 86.42       | 95           | 99           | 102          | 9            | 118          | 123          | 123          | 7            | 222    |
| 8    | Valentyna Kisil (UKR)       | A      | 86.62       | 100          | 104          | 108          | 5            | 117          | 122          | 122          | 11           | 221    |
| 9    | Tatev Hakobyan (ARM)        | A      | 86.70       | 101          | 106          | 106          | 7            | 120          | 126          | 129          | 9            | 221    |
| 10   | Meri Ilmarinen (FIN)        | B      | 81.20       | 90           | 92           | 94           | 12           | 117          | 120          | 121          | 8            | 215    |
| 11   | Louise Vennekilde (DEN)     | B      | 86.52       | 95           | 99           | 101          | 10           | 116          | 119          | 121          | 10           | 214    |
| 12   | Paula Junhov Rindberg (SWE) | B      | 86.52       | 92           | 95           | 95           | 11           | 108          | 113          | 115          | 12           | 208    |
| 13   | Ina Zakharchuk (BLR)        | B      | 85.48       | 87           | 87           | —            | 13           | 106          | 109          | 111          | 13           | 198    |
| 14   | Viktória Boros (HUN)        | B      | 83.50       | 85           | 85           | 90           | 14           | 107          | 111          | 111          | 14           | 192    |

### Oltre 87 kg femminili
| Pos. | Atleta                        | Gruppo | Peso atleta | Strappo (kg) | Strappo (kg) | Strappo (kg) | Strappo (kg) | Slancio (kg) | Slancio (kg) | Slancio (kg) | Slancio (kg) | Totale |
| Pos. | Atleta                        | Gruppo | Peso atleta | 1            | 2            | 3            | Pos.         | 1            | 2            | 3            | Pos.         | Totale |
| ---- | ----------------------------- | ------ | ----------- | ------------ | ------------ | ------------ | ------------ | ------------ | ------------ | ------------ | ------------ | ------ |
|      | Emily Campbell (GBR)          | A      | 122.06      | 115          | 117          | 122          |              | 145          | 150          | 154          |              | 276    |
|      | Anastasiya Lysenko (UKR)      | A      | 100.88      | 106          | 109          | 116          |              | 131          | 136          | —            |              | 252    |
|      | Melike Günal (TUR)            | A      | 114.18      | 105          | 108          | 108          |              | 130          | 135          | 135          |              | 243    |
| 4    | Arpine Dalalyan (ARM)         | A      | 110.44      | 95           | 95           | 95           | 6            | 126          | —            | —            | 4            | 221    |
| 5    | Tuğçe Boynueğri (TUR)         | A      | 87.86       | 90           | 95           | 100          | 5            | 110          | 116          | 120          | 5            | 220    |
| 6    | Martina Hrašnová (SVK)        | A      | 90.56       | 99           | 99           | 103          | 4            | 112          | 116          | 120          | 6            | 219    |
| 7    | Anna Van Bellinghen (BEL)     | A      | 87.20       | 90           | 90           | 94           | 7            | 107          | 111          | 114          | 9            | 208    |
| 8    | Krystyna Borodina (UKR)       | A      | 88.84       | 85           | 85           | 88           | 9            | 110          | 113          | 116          | 7            | 204    |
| 9    | Katsiaryna Andreikavets (BLR) | A      | 92.78       | 85           | 89           | 91           | 8            | 107          | 111          | 114          | 8            | 203    |
| 10   | Bianka Bazsó (HUN)            | B      | 88.12       | 83           | 87           | 87           | 10           | 109          | 113          | 115          | 10           | 196    |
| 11   | Tereza Králová (CZE)          | B      | 97.68       | 80           | 83           | 84           | 12           | 100          | 105          | 107          | 11           | 187    |
| 12   | Barbara Gyürüs (HUN)          | B      | 122.58      | 79           | 83           | 83           | 11           | 99           | 103          | 107          | 12           | 186    |